# José Relvas
José de Azevedo Mascarenhas Relvas (Golegã, 5 de março de 1858 – Alpiarça, 31 de outubro de 1929), mais conhecido por José Relvas, foi um político republicano português.

## Biografia
Era filho de Carlos Relvas, e de sua mulher, D. Margarida Amália Mendes de Azevedo e Vasconcelos Relvas, filha do Conde de Podentes.
Aos 17 anos matriculou-se na Faculdade de Direito da Universidade de Coimbra, que só frequentou até ao segundo ano, abandonando-o então para seguir o Curso Superior de Letras, o qual concluiu em 1880.
Lavrador, sucedeu ao seu pai na gestão da casa agrícola familiar. O seu avô paterno José Farinha Relvas e Campos, foi várias vezes Presidente da Câmara Municipal da Golegã.
Relvas viria a aderir ao ideal republicano ainda na juventude, com atestam documentos seus dos tempos de faculdade. Porém, apenas se filiou no Partido Republicano numa fase já avançada da vida (perto dos 50 anos), no contexto da crise política provocada pela chamada ao poder e do chamado escândalo dos "adiantamentos à coroa", por parte do rei D. Carlos, do ministro João Franco.
A 5 de outubro de 1910 José Relvas seria o escolhido para proclamar a Implantação da República, da varanda da Câmara Municipal de Lisboa, o Directório porque era um dos elementos mais carismáticos do Diretório do Partido Republicano e o secretário do mesmo Eusébio Leão, se encontrava afónico.
Foi Ministro das Finanças do respetivo Governo Provisório de 12 de Outubro de 1910 até à autodissolução deste, a 4 de Setembro de 1911 sendo ele o responsável, nomeadamente, pela introdução da reforma monetária que criou o Escudo.

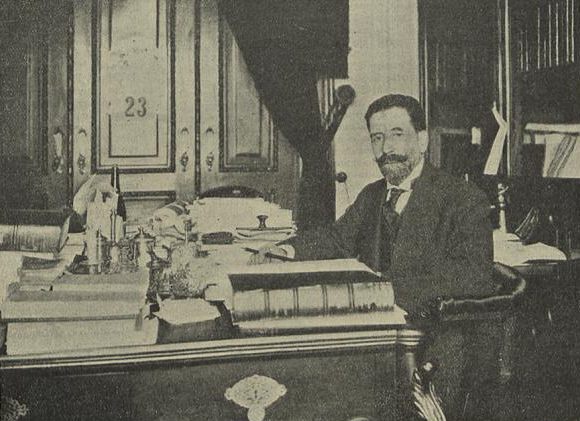
José Relvas no seu gabinete, enquanto Ministro das Finanças no Governo Provisório da República Portuguesa

Posteriormente, exerceu o cargo de embaixador de Portugal em Espanha, até finais de 1913, ano em que regressou ao seu país para assumir um lugar no Senado, por entender que a sua legitimidade vinha do cargo para o qual havia sido eleito. Acabaria por resignar em 1915.
Esteve em seguida bastantes anos afastado da actividade política dedicando-se aos seus negócios, até ser nomeado Presidente do Ministério (equivalente a Chefe de Governo), a 27 de Janeiro de 1919, tendo exercido aquele cargo até 30 de Março do mesmo ano.
Morreu a 31 de Outubro de 1929, na Casa dos Patudos, em Alpiarça. A Assembleia da República prestou-lhe homenagem em 2008 com a exposição José Relvas, o conspirador contemplativo, que ilustrou as diferentes facetas de José Relvas e do seu percurso político até 1914.

## Vida pessoal
Casou-se em 5 de Fevereiro de 1882 com Eugénia Antónia de Loureiro da Silva Mendes (nasceu em 19-07-1865 em Viseu e faleceu em 30-5-1951) era filha de Luís de Loureiro de Queirós Cardoso do Couto Leitão Teixeira (1.º Visconde de Loureiro) e de Antónia da Silva Mendes, neta paterna de Luís de Loureiro de Queirós Cardoso do Couto Leitão e de  Maria da Glória Teixeira de Carvalho e Sampaio da Rocha Pinto Velho e neta materna de João da Silva Mendes e de Eugénia Cândida da Silva Mendes, com quem teve três filhos que não sobreviveram aos paisː
- Carlos - pianista profissional, suicidou-se na Casa dos Patudos;
- João Pedro Loureiro Relvas (1887);
- Maria Luísa.

## Obras
- O direito do senhor foi uma medida fiscal da propriedade. Lisboa, Imprensa Nacional, 1880.

Tese do exame geral do curso superior de Letras.
- A questão económica portuguesa: aspectos do problema agrícola. Lisboa, Typ. Bayard, 1910.
- Memórias políticas. Lisboa, Terra Livre, 1,º vol., 1977; 2.º vol., 1978.
- Cartas de José Relvas a António Macieira. Alpiarça, Câmara Municipal de Alpiarça, 1981.